# Салихов, Шайхелислам Гумерович
Шайхелислам Гумерович Салихов (4 февраля 1914, Старопучкаково, Уфимская губерния — 19 июня 1978, Старопучкаково, Башкирская АССР) — стрелок-разведчик 407-й отдельной разведроты (334-я стрелковая дивизия, 60-й стрелковый корпус, 2-я гвардейская армия), сержант, полный кавалер ордена Славы.

## Биография
Салихов Шайхелислам Гумерович родился 4 февраля 1914 года в д. Старо-Пучкак (ныне — Чекмагушевский район Башкортостана) в семье крестьянина. Башкир. Образование начальное. Окончил 4 класса. Работал бригадиром в колхозе.
В Красной Армии с 1936 года. Летом 1938 года участвовал в боях на озере Хасан, в 1939—1940 гг. в боях на Карельском перешейке.
После начала Великой Отечественной войны был вновь призван в РККА Чекмагушевским райвоенкоматом 4 июля 1941 г.
На фронте с декабря 1941 года.
После войны вернулся в родное село, работал плотником, потом бригадиром и председателем колхоза «Базы» в Чекмагушевском районе Башкирской АССР. Активно участвовал в общественной деятельности, военно-патриотической работе со школьниками.
Умер 19 июня 1978 года, похоронен в д. Старопучкаково.

## Подвиги
«При выполнении боевой операции 16 августа в районе д. Личупьи сержант тов. Салихов первым ворвался в расположение противника, ручными гранатами уничтожил ручной пулемет и его прислугу. Преследуя отходящего противника, огнём личного оружия уничтожил 7 немцев и в составе разведгруппы участвовал в захвате дер. Личупьи…».
За героизм Ш. Г. Салихов 28 августа 1944 года награждён орденом Славы III степени.
«Сержант тов. Салихов, будучи в группе ДД, с 18 августа 1944 года лично участвовал 3 раза в переходах переднего края противника, где вел наблюдение. В ночь 11.09.44 г. в районе озера Безымянное тов. Салихов в составе всей группы ДД под огнём противника перешел передний край, углубился на 8 км, где в течение 3 суток вел непрерывное наблюдение за движением по большаку, давая очень ценные сведения о противнике. В ночь с 8 на 9.11.44 г. в районе д. Дамбенизки Салихов тихо и незаметно перешел передний край и в составе всей группы ДД углубился на 6 км в тыл противника, где личным наблюдением за большаком установил движение танков и пехоты противника, о чем доложил командованию. Находясь в дозоре вместе с тов. Панкиным и тов. Малининым, сержант тов. Салихов уничтожил одного немецкого солдата, взял его солдатскую книжку и доставил своему командованию. 29.11.44 г. в районе д. Тауени сержант Салихов в составе всей группы под огнём противника перешел линию фронта и пробрался в тыл противника на 9 км, находился там 4 суток, наблюдая за движением противника по Либавскому большаку и железной дороге. О замеченном движении своевременно доложил командиру…».
За эти подвиги Ш. Г. Салихов 12 февраля 1945 г. награждён орденом Славы II степени.
Командир отделения разведчиков сержант Ш. Г. Салихов отличился в январе 1945 г. в боях в Восточной Пруссии. «В бою за дер. Клайн Зелен в ночь на 31.01.45 г. сержант тов. Салихов, командуя отделением, умело организовал бой, благодаря чему его отделение первым ворвалось в расположение противника. Огнём ручных гранат и автоматов отразил 3 контратаки немцев и уничтожил до 15 гитлеровцев. Тов. Салихов первый ворвался в деревню, противотанковой гранатой уничтожил дзот противника и находящихся там 4 немецких солдат.
10 февраля 1945 года в районе населённого пункта Зисляк сержант Салихов, будучи в захватгруппе, тихо и незаметно пробрался в расположение противника, огнём ручных гранат уничтожил пулемёт с расчётом, взял документы у убитых гитлеровцев и доставил их командованию».
За мужество и умелые действия Ш. Г. Салихов 19 апреля 1945 года награждён орденом Славы I степени.

## Семья
Сын и четыре дочери.

## Награды
- два ордена Красной Звезды (23.9.1943[2], 6.6.1944[3])
- орден Славы 1-й (19.4.1945)[4][5], 2-й (12.2.1945)[6] и 3-й (28.8.1944)[7] степеней.

## Память
В д. Старопучкаково на доме, где жил Ш. Г. Салихов, установлена мемориальная доска.